# Аламли
Аламли (узб. Alamli / Аламли) — посёлок городского типа, расположенный на территории Бахмальского района Джизакской области Республики Узбекистан.

Статус посёлка городского типа с 2009 года.